# Джостин, Дженнифер
Дженнифер Джостин (англ. Jennifer Jostyn; род. 	11 ноября 1968, Бостон, Массачусетс, США) — американская актриса кино и телевидения.

## Биография и карьера
Дженнифер Джостин родилась 11 ноября 1968 года в Бостоне, штат Массачусетс. Училась в частной школе искусств Walnut Hill. С детства и до 22 лет занималась балетом.
В двадцатилетнем возрасте Джостин работала официанткой в Нью-Йорке, где также работал актёр Майкл МакГлоун. Он познакомил её с Эдвардом Бёрнсом и после двадцатиминутной беседы Дженнифер получила роль в его фильме «Братья Макмаллен». До этого у неё были второплановые появления в молодёжном ужастике «Вампиры на пляже Бикини» и в боевике «Работорговцы».
В 1998 году играла главную роль школьной учительницы Клэр Маллинс в низкобюджетном фильме ужасов «Убийца из прошлого», который остался практически незамеченным критиками. В том же году с её участием вышел фантастический фильм-катастрофа «Столкновение с бездной».
В 2003 снималась в фильме Роба Зомби «Дом 1000 трупов» в роли Мэри Ноулз, одной из главных героинь, которая стала жертвой семьи маньяков. После этого она практически не снималась в кино, лишь изредка снимаясь в эпизодах таких телесериалов, как «Американская история ужасов», «Родители» и «Нэшвилл».

## Личная жизнь
Замужем за сценаристом Питом Голдфингером («Крик в общаге», «Пираньи 3D», «Пила 8»).

## Фильмография
| Год  |    | Русское название            | Оригинальное название    | Роль             |
| ---- | -- | --------------------------- | ------------------------ | ---------------- |
| 1988 | ф  | Вампиры на пляже Бикини     | Vampires on Bikini Beach | Винетт           |
| 1990 | ф  | Работорговцы                | Omega Cop                | Зое              |
| 1995 | ф  | Братья Макмаллен            | The Brothers McMullen    | Лесли            |
| 1997 | ф  | Холод в сердце              | Cold Around the Heart    | официантка Инез  |
| 1998 | ф  | Убийца из прошлого          | Milo                     | Клэр Маллинс     |
| 1998 | ф  | Столкновение с бездной      | Deep Impact              | Мариэтта Монаш   |
| 1999 | тф | Исчезнувшая                 | Vanished Without a Trace | Карен            |
| 2002 | с  | Девочки Гилмор              | Gilmore Girls            | Джуди            |
| 2003 | ф  | Дом 1000 трупов             | House of 1000 Corpses    | Мэри Ноулз       |
| 2003 | с  | Скорая помощь               | ER                       | врач-протезист   |
| 2004 | с  | Шоу Дрю Кэри                | The Drew Carey Show      | Эйприл           |
| 2005 | с  | Полиция Нью-Йорка           | NYPD Blue                | Тереза Донателли |
| 2009 | с  | Клиника                     | Scrubs                   | доктор Симмонс   |
| 2011 | ф  | Давай сделаем ребенка       | Conception               | Гвен             |
| 2011 | с  | Американская история ужасов | American Horror Story    | Ронни            |
| 2012 | с  | Родители                    | Parenthood               | медсестра        |
| 2013 | с  | Нэшвилл                     | Nashville                | Эсме             |
| 2014 | ф  | Неслабый пол                | The Opposite Sex         | Реджина          |